# Pleonasmo
Pleonasmo consiste na repetição de um termo da oração ou do significado de uma expressão, isto é, alguma informação que é repetida desnecessariamente. De acordo com o Dicionário Houaiss, Pleonasmo é uma redundância de termos no âmbito das palavras, mas de emprego legítimo em certos casos, pois confere maior vigor ao que está sendo expresso.
A palavra tem a sua origem no grego “PLEONASMOS”, de “PLEONASEIN”, que por sua vez significa "algo que é mais que suficiente".

## Pleonasmo literário
Também denominado pleonasmo de reforço, estilístico ou semântico, trata-se do uso do pleonasmo como figura de estilo para enriquecer algo num texto. Grandes autores usam muito este recurso. Nos seus textos os pleonasmos não são considerados vícios de linguagem, e sim pleonasmos literários.
Exemplos:
"A lealdade torna lealdade". (Domingos António)
"Iam vinte anos desde aquele dia

Quando com os olhos eu quis ver de perto

Quanto em visão com os da saudade via."
 (Alberto de Oliveira)
"Morrerás morte vil na mão de um forte."
 (Gonçalves Dias)
"O cadáver de um defunto morto que já faleceu"
 (Roberto Gómez Bolaños)
"E rir meu riso"
 (Vinícius de Moraes)

## Pleonasmo musical
Exemplos:
"Vamos fugir pr'outro lugar"
(Gilberto Gil)
"...Com você eu vou viver a vida numa boa..."
(Negritude Júnior)
"...Se me manda ir embora
Eu saio pra fora
Ela chama pra trás..."
(Leandro & Leonardo)
"...Chove chuva, chove
Vem lavar essa saudade"
(João Bosco & Vinícius)

## Pleonasmo vicioso
Trata-se da repetição desnecessária de algum termo ou ideia na frase. Essa não é uma figura de linguagem, e sim um vício de linguagem.
Exemplos:
- subir para cima
- descer para Baixo
- hemorragia de sangue
- entrar para dentro
- sair para fora
- panorama geral
- regra geral
- consenso geral
- evidência concreta
- protagonista principal
- deferir favoravelmente
- resultado do laudo (não confundir com resultado do exame)
- autocontrolar-se
- exultar de alegria
- dupla de dois
- adiar para depois
- prefeitura municipal (não confundir com prefeitura universitária)
- vereador da cidade
- demente mental
- medidas extremas de último caso
- infarto, enfarte, enfarto ou infarte do coração
- hepatite do fígado
- infiltrar-se para dentro
- decapitar a cabeça
- surdo do ouvido
- cego dos olhos
- brisa matinal da manhã
- estrelas do céu
- países do mundo
- acabamento final
- monopólio exclusivo
- amanhecer o dia
- lembrança do passado
- um único
- antídoto contra
- juntamente com
- em duas metades iguais
- sintomas indicativos
- há anos atrás
- detalhes minuciosos
- anexo junto à carta
- experiência anterior
- todos foram unânimes / unanimidade de todos
- encarar de frente
- retornar de novo / outra vez
- expectativa futura
- repetir outra vez / de novo
- empréstimo temporário
- surpresa inesperada
- escolha opcional
- retrospectiva passada
- planejar antecipadamente - (planear em Português Europeu)
- a última versão definitiva
- possivelmente poderá ocorrer
- comparecer pessoalmente
- propriedade característica
- demasiadamente excessivo
- a seu critério pessoal
- seguindo em frente
- tornar a insistir
- pessoa humana (não confundir com pessoa física ou pessoa jurídica. Este termo é sim um pleonasmo)
- fato real - (facto, no sentido de evento, em Português Europeu, é um acontecimento real ou importante; nas variantes não brasileiras do Português fato é a indumentária correspondente a terno no Brasil)
- um mês de mensalidade
- multidão de pessoas
- consultoria especializada
- modelo  de referência
- preconceito intolerante
- déficit negativo
- superávit positivo
- erário público
- número exato
- assessor direto
- outra alternativa
- si mesmo / si próprio
- tornar a repetir
- totalmente lotado
- goteira do teto
- vou indo
- pegasus alado
- plano planejado
- barulho sonoro
- pleonasmo redundante
- certeza absoluta
- mar salgado (adjetivo como efeito de natureza, assim como rio doce, sol claro, céu azul)
- elo de ligação'